# Middleburg Heights, Ohio
Middleburg Heights là một thành phố thuộc quận Cuyahoga, tiểu bang Ohio, Hoa Kỳ. Năm 2010, dân số của thành phố này là 15946 người.

## Dân số
- Dân số năm 2000: 15542 người.
- Dân số năm 2010: 15946 người.